# Marcus Claudius Glicia
Marcus Claudius Glicia ou Glycias est un affranchi de Publius Claudius Pulcher.
Ce dernier, consul en 249 av. J.-C., fut vaincu par la flotte carthaginoise à la bataille de Drépane. Il fut accusé d'impiété, pour avoir méprisé le mauvais présage des poulets sacrés qui s'abtenaient de manger le grain offert, et de les avoir fait jeter à la mer. Le sénat le rappela à Rome et lui ordonna de désigner un dictateur. Par mépris il désigna Glicia, l'un de ses affranchis, un scribe, et fut condamné pour ce fait.
Marcus Claudius Glicia, choisi par son patron, fut donc brièvement dictateur en 249 av. J.-C., avant de devoir déposer son pouvoir et de laisser la place à Aulus Atilius Calatinus. Glicia conserva néanmoins sa toge bordée de pourpre pour assister aux jeux.
En 236 av. J.-C., le consul Caius Licinius Varus envoya en Corse Marcus Claudius Clinea, qui est peut-être la même personne que Glicia, pour prendre le contrôle de l'île. Il battit les Corses, mais leur consentit, sans y être autorisé, un traité assez avantageux pour eux, que le Sénat ne ratifia pas. Le Sénat décida de le livrer aux Corses pour qu'on ne puisse accuser les Romains de déloyauté, mais les Corses n'en voulurent pas. Il fut alors étranglé dans sa prison.